# Gunvorita
Gunvorita is een geslacht van kevers uit de familie van de loopkevers (Carabidae). De wetenschappelijke naam van het geslacht is voor het eerst geldig gepubliceerd in 1955 door Bengt-Oloft Landin.
Het geslacht komt voor in een beperkt deel van het Oriëntaals gebied, van centraal-Nepal in het westen tot Assam in het oosten. Martin Baehr publiceerde in 1998 een revisie van het geslacht, waarbij hij dertien nieuwe soorten uit Nepal en noord-oost-India bij Gunvorita indeelde.

## Soorten
Het geslacht Gunvorita omvat de volgende soorten:
- Gunvorita angusticeps Baehr, 1998
- Gunvorita apicalis Baehr, 2001
- Gunvorita besucheti Baehr, 1998
- Gunvorita bihamata Baehr, 2002
- Gunvorita denticulata Baehr, 2001
- Gunvorita depressipennis Baehr, 1998
- Gunvorita distinguenda Baehr, 2001
- Gunvorita elegans Landin, 1955
- Gunvorita globipalpis Baehr, 2001
- Gunvorita hamifera Baehr, 1998
- Gunvorita indica Darlington, 1968
- Gunvorita inermis Baehr, 1998
- Gunvorita laeviceps Baehr, 1998
- Gunvorita martensi Casale, 1985
- Gunvorita minor Baehr, 1998
- Gunvorita nepalensis Baehr, 1998
- Gunvorita ovaliceps Baehr, 1998
- Gunvorita punctipennis Baehr, 1998
- Gunvorita schawalleri Baehr, 1998
- Gunvorita smetanai Baehr, 1998
- Gunvorita uncinata Baehr, 1998